# آمبوآساری (آتسینانانا)
آمبوآساری (به لاتین: Amboasary) یک منطقهٔ مسکونی در ماداگاسکار است که در آتسینانانا واقع شده‌است. آمبوآساری ۸٬۲۸۸ نفر جمعیت دارد.